# Special Olympics Honduras
Special Olympics Honduras (englisch: Special Olympics Honduras) ist der honduranische Verband von Special Olympics International, der weltweit größten Sportbewegung für Menschen mit geistiger Beeinträchtigung und Mehrfachbeeinträchtigung. Ziel ist die sportliche Förderung dieser Personengruppe und die Sensibilisierung der Gesellschaft für sie. Außerdem betreut der Verband die honduranischen Athletinnen und Athleten bei den Special Olympics Wettbewerben.

## Geschichte
Special Olympics Honduras wurde mit Sitz in Tegucigalpa gegründet.

## Aktivitäten
2015 waren 2.989 Athletinnen, Athleten und Unified Partner sowie 180 Trainer bei Special Olympics Honduras registriert.
Der Verband nahm 2015 an den Programmen Athlete Leadership, Young Athletes, Volunteer Program, Healthy Communities, Family Support Network und Unified Sports teil, die von Special Olympics International ins Leben gerufen worden waren.

### Sportarten
Folgende Sportarten wurden 2016 vom Verband angeboten: 
- Boccia (Special Olympics)
- Freiwasserschwimmen
- Fußball (Special Olympics)
- Hockey
- Leichtathletik (Special Olympics)
- Rhythmische Sportgymnastik (Special Olympics)
- Schwimmen (Special Olympics)
- Tennis (Special Olympics)
- Triathlon (Special Olympics)

### Teilnahme an Weltspielen vor 2020
(Quelle: )
- 2015 Special Olympics World Summer Games, Los Angeles, USA (16 Athletinnen und Athleten)
- 2019 Special Olympics World Summer Games, Abu Dhabi, Vereinigte Arabische Emirate (9 Athletinnen und Athleten)[2]

### Teilnahme an den Special Olympics World Summer Games 2023 in Berlin
Special Olympics Honduras nahm an den Special Olympics World Summer Games 2023 teil. Die Delegation bestand aus etwa 25 Personen und wurde vor den Spielen im Rahmen des Host Town Program von Verl betreut. Das Team gewann bei diesen Weltspielen fünf Gold-, drei Silber- und sechs Bronzemedaillen.

## Erfolgreiche Athletinnen und Athleten (Auswahl)
- Marjourie Beatriz Solano Ramírez, Leichtathletik
- Sandra Florencia Soto Ruiz, Schwimmen (Special Olympics) und Rhythmische Sportgymnastik (Special Olympics)